# G.I. Joe: Retaliation
G.I. Joe: Retaliation is een Amerikaanse actie-avonturenfilm uit 2013, geregisseerd door Jon M. Chu en geproduceerd door Lorenzo di Bonaventura en Brian Goldner.

## Rolverdeling
| Acteur           | Personage             |
| ---------------- | --------------------- |
| Dwayne Johnson   | Roadblock             |
| Jonathan Pryce   | President / Zartan    |
| Byung-hun Lee    | Storm Shadow          |
| Élodie Yung      | Jinx                  |
| Ray Stevenson    | Firefly               |
| D.J. Cotrona     | Flint                 |
| Adrianne Palicki | Jaye                  |
| Channing Tatum   | Duke                  |
| Bruce Willis     | Generaal Joe Colton   |
| Ray Park         | Snake Eyes            |
| Luke Bracey      | Cobra Commander       |
| Skai Jackson     | dochter van Roadblock |

## Achtergrond
De opnames vonden plaats in New Orleans (Louisiana). De totale productiekosten van de film worden geraamd op 130 miljoen dollar.
G.I. Joe: Retaliation had zijn wereldpremière in Belgrado (Servië) op 27 maart 2013. De film ging in première op 28 maart 2013 in Nederland en 3 april in België.